# 西口村
西口村是中華民國福建省金門縣烈嶼鄉的一個村，位於烈嶼北部，西南與上林村接壤，東南與林湖村相鄰，東北與黃埔村相接，轄湖井頭、東坑、雙口、下田、西吳、西方、後宅七個聚落，2023年人口2570人。

## 歷史
明隆慶二年（1568年）隸屬同安縣祥鳳里二十都，清道光十六年（1836年）同安縣設馬巷廳，本村隸屬烈嶼保，民國四年（1915年）金門設縣後隸屬第五都烈嶼保，民國四十二年（1952年）設烈嶼鄉，將湖井頭、東坑、雙口三個居民點劃設東口村，下田、西吳、西方劃設西井村，後宅聚落則劃歸黃庵村，民國五十四年（1965年）調整村里，將東口村和西井村合為東井村，民國六十八年（1979年）改名西口村。